# Haskin (Mondkrater)
Haskin ist ein Einschlagkrater auf der Mondrückseite. Nordwestlich liegt Plaskett V, nordöstlich der Krater Hevesy.
Der Krater wurde am 22. Januar 2009 von der IAU nach dem US-amerikanischen Chemiker Larry A. Haskin benannt.